# گردنه پیوار

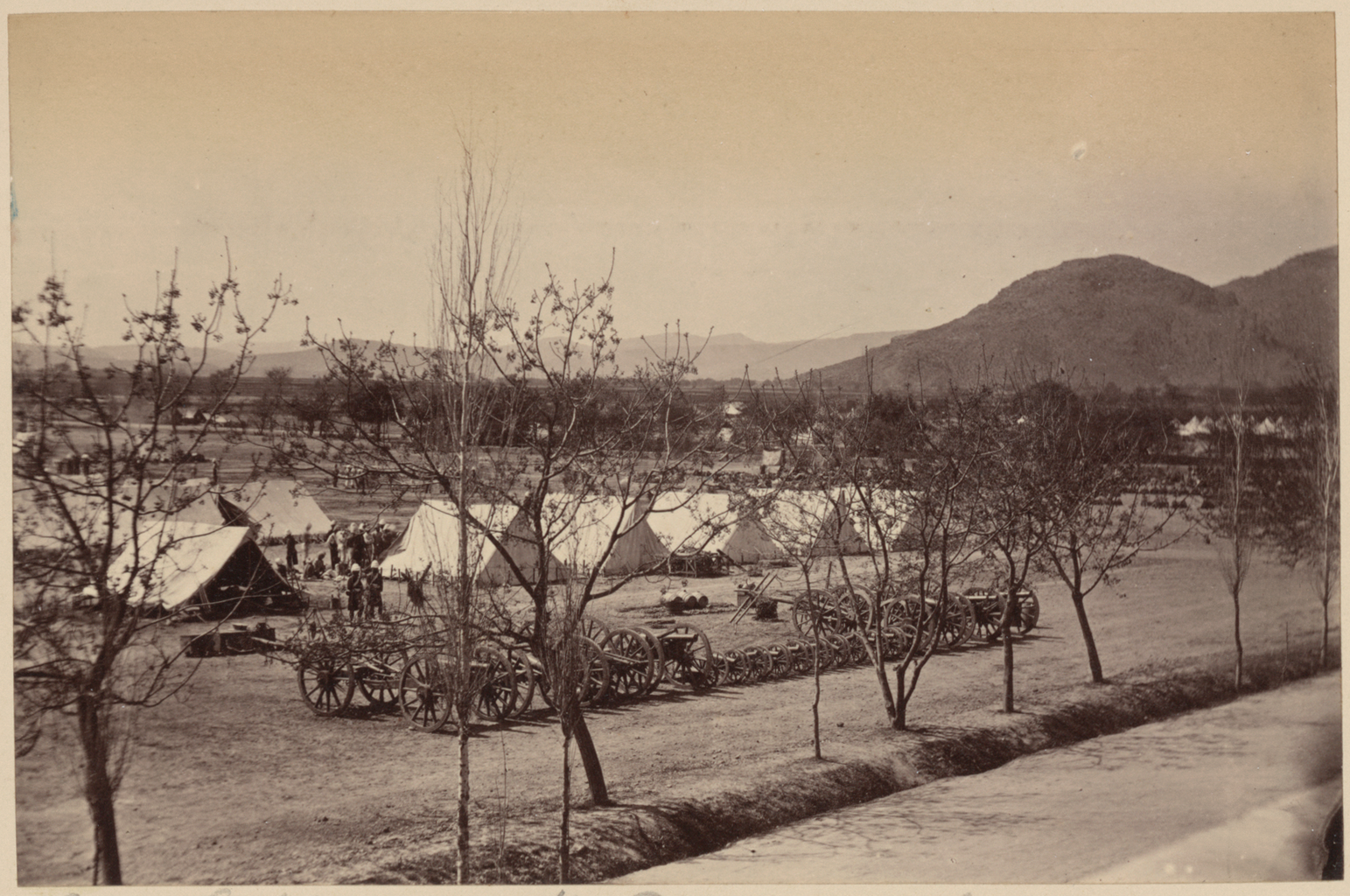
سلاح‌های به غنیمت گرفته شده در گردنه بیوار

گردنه پیوار یک گذرگاه کوهستانی است که ولایت پکتیای افغانستان را به کورم، پاکستان وصل می‌کند. در ۱۸۷۸ میلادی نیروهای بریتانیایی نبردی در این ناحیه انجام دادند.